# Mathurin-Joseph Boullault
Mathurin-Joseph Boullault (1772-1865), de son vrai nom Martin Joseph Thomas Boullault, est un auteur dramatique et poète français du XIXe siècle.

## Biographie
Né le 31 janvier 1772 à Rosporden dans le Finistère, il est le fils de Thomas François Gabriel Boullault, receveur des domaines du Roi à Rosporden lors de la naissance de son fils. Son père, sa mère et lui-même arrivent ensuite vers 1774 à Combourg, où son père est né, berceau de la puissante famille Boullault, qui possède un enfeu dans l'église de la ville. Son père est alors procureur fiscal de la Chalopinais et autres juridictions en Combourg, mais ce dernier décède en 1781 alors que son fils n'a que 9 ans.
Il demeure à Paris lors de la Révolution, où, chaud partisan de celle-ci, il écrit des comédies, des drames et des vaudevilles, quelques romans, et deux livrets d'opéra.
À 21 ans, il fait jouer sa première pièce : Dalmanzy ou Le fils naturel, drame en trois actes et en prose donné en première au Théâtre des variétés amusantes à Paris le 12 juin 1793.

Son sujet est le suivant : 
Le colonel Dolban serait le plus charmant des hommes s'il n'avait pour le monde une aversion que nul ne s'explique. C'est qu'on le croit heureux, tandis qu'un remords le torture. Dans la jeunesse il a séduit Sophie de Volsan et, tyrannisé par son père, n'a pu réhabiliter cette victime. Nous apprenons sa faute par la confidence qu'il se décide à faire au lieutenant Florval et dont celui-ci s'émeut d'autant plus que Sophie est sa sœur disparue depuis nombre d'années avec le fils issu de Dolban. Dans la maison de ce dernier vit l'orpheline Fanny, que le sous-lieutenant Dalmanzy n'a pu voir sans l'aimer. Sa tendresse étant partagée, le colonel songe à unir les jeunes gens, mais Dalmanzy, qu'il interroge, se déclare indigne d'un pareil bonheur. Pressé de s'expliquer, il déclare être enfant naturel, et Dolban, stupéfait, retrouve bientôt en lui l'enfant né de sa liaison avec Sophie; mais, quand il fait cette découverte, Dalmanzy, qui a tué en duel un de ses camarades, vient d'être condamné à mort. Par bonheur Dolban est aimé de son général et ce supérieur, renseigné, gracie Dalmanzy. Sophie qui n'avait point quitté son fils, épousera Dolban le jour même où Fanny sera la femme de Dalmanzy légitimé
Sa seconde pièce : "Les Brigands de la Vendée, opéra vaudeville, deux actes en prose, « avec combats et incendie », est joué d’abord chez Lazzari, au Théâtre des Variétés, le 3 octobre 1793, la réputation vite acquise de cette pièce lui vaut d’être représentée trente fois du second trimestre 1793 jusqu’à la fin de l’année 1794, puis neuf autres au Théâtre de la Gaîté au second semestre 1794. Éditée par la citoyenne Toubon à Paris, en 1793, elle est précédée d’une déclaration du 4 octobre 1793 précisant qu’elle pourra être jouée sur tous les théâtres de la République, preuve d’une reconnaissance et d’un appui officiels qui la font clairement entrer dans le répertoire patriotique.".
Son sujet est le suivant : 
« La scène se passe dans un village voisin du bourg de Saint-Laurent de la Salle. Les hordes vendéennes dévastent le pays : Georgette et Louise, filles du fermier patriote Simon, s'en désolent, car elles tremblent pour leurs amants en même temps que pour leur père. Celui-ci, rencontrant deux soldats volontaires, les mène chez lui, leur donne à manger et à boire et veut les guider lui-même ; tous trois sont pris par les brigands. Julien, prétendu de Georgette, et Jacques, amoureux discret de Louise, se mettent alors à la tête des villageois pour aller sauver les captifs. Campés dans les ruines d'un village qu'ils ont incendié, les Vendéens essaient de convertir à leurs idées le volontaire Lefranc qu'ils tiennent enchaîné. Lefranc résiste à leurs menaces comme au sermon du père Cuenfin, aumônier de la troupe. Sa mort est décidée, quand les paysans conduits par Julien arrivent jusqu'à lui et l'arment d'un sabre. Un combat s'engage, à la suite duquel les brigands sont presque tous faits prisonniers. Simon, qu'on délivre, presse avec joie ses deux filles sur son sein et les unit à ceux qu'elles aiment, à condition pourtant que leurs maris se tiendront toujours prêts à marcher quand la patrie les appellera. »
Il fait jouer enfin L'Hôtellerie républicaine ou l'École de la bienfaisance le 12 brumaire an III (2 novembre 1794) qui est une comédie en un acte et en prose donnée en première au Théâtre de la Gaîté à Paris et qui connaît 23 représentations .
Il s'installe provisoirement à Nantes où il fait jouer sa pièce suivante Les Émigrés à Quiberon qui est une caricature en 1 acte et en prose et dont la première a lieu à Nantes le 12 thermidor an III (30 juillet 1795) soit 8 jours après la capitulation de Quiberon. "Cette amusante pièce était à grand spectacle avec combats, tirs de canon (dont 10 livres de poudre est offerte par la ville de Nantes au metteur en scène), drapeau blanc du fort remplacé par le tricolore, poursuite d'émigrés au pas de charge, pendant que l'orchestre joue le chant du départ. Elle se termine par un défilé de grenadiers traînant deux canons pris à l'ennemi".
Toujours à Nantes en 1795, il fait jouer au théâtre des Variétés de Nantes "Le Bon Savetier" qui est un trait historique, mêlé de vaudevilles .
De retour à Paris, il enchaîne les nouvelles pièces théâtrales : "Le Déjeuner anglais ou le bombardement d'Ostende", folie en un acte, mêlée de vaudevilles, donné en première au théâtre de la cité-variétés le 15 prairial an VI (3 juin 1798) ; "La Liberté des Costumes ou II n'a pas perdu sa journée", donné le 27 Thermidor an VI (14 août 1798) au Théâtre Louvois ; "La Tabagie", prologue en prose et en vaudevilles à "la Mort de Cadet-Roussel", folie ou non, en un acte, mêlée de vaudevilles données en première au théâtre de la cité-variétés le 20 vendémiaire an VII (11 octobre 1798) ; "Le stratagème diabolique" (1799) Comédie en un acte donné en première le 8 juillet 1799 au Théâtre des Jeunes élèves ; puis "L'Acteur dans son ménage", comédie, tableau anecdotique mêlé de vaudeville donné en première au théâtre de l'ambigu-comique le 6e jour complémentaire de l'an VII (22 septembre 1799) ; La journée de Saint Cloud, vaudeville en un acte, donné en première au Théâtre de l'Ambigu Comique le 25 brumaire an VIII (16 novembre 1799), l'auteur étant anonyme lors de sa sortie  ; L'abbé Coquet (1800) Vaudeville en deux actes, donné en première le 22 avril 1800 au Théâtre des Jeunes élèves ; "La gouvernante par amour" (1800) Vaudeville en un acte donné en première le 10 novembre 1800 au Théâtre des Jeunes élèves ; Le château de Duncan (1800) Mélodrame en trois actes donné en première le 1er décembre 1800 au Théâtre du Marais à Paris ; enfin "Les Provinciaux vengés dans la grande ville", comédie en 1 acte et en prose donné au Théâtre de la Gaîté, le 10 germinal an X (31 mars 1802).
Avant cette dernière pièce, il fait jouer un opéra : La Tireuse de cartes dont il a écrit le livret  et qui est un opéra comique en un acte mis en musique par Louis-Joseph Saint-Amans et donné au Théâtre des Jeunes Artistes le 2 septembre 1801.
Et finit sa carrière parisienne par une pièce accompagnée de musique et d'un ballet : Bélisaire ou le Grand Homme et le Malheur qui est un mélodrame en 3 actes et en prose, la musique étant à nouveau de Louis-Joseph Saint-Amans et le Ballet de Jean-Pierre Aumer, et qui est donné au Théâtre de la Porte Saint Martin à Paris le 1er frimaire an XI (22 novembre 1802). Cette pièce sera jouée en fin d'année 1804 au Théâtre de Poitiers.
Avant de quitter Paris, il faut encore noter qu'il a écrit 2 autres pièces dont les dates de représentations sont inconnues, ainsi qu'une grande tragédie en 5 actes : Mérovée et Brunehaut, qu'il laisse inachevée après avoir complété les trois premiers actes et commencé le quatrième, il se justifiera lors de la sortie de ses Souvenirs poétiques en 1859 : "Là, je me suis arrêté, en voyant la disgrâce dans laquelle est tombée notre scène tragique". Et pour finir, il a écrit 3 romans : La Mendiante de qualité : anecdote française (1800), Mes amours à Nanterre ou le diable n'est pas toujours à la porte d'un pauvre homme (1801) et Le Fantôme vivant, ou les Napolitains, anecdote extraite d'un manuscrit trouvé sur les bords de la Tamise (1801).
Quittant définitivement la scène parisienne, il s'installe à Nantes où il devient professeur de grammaire et de littérature. Il participe à la rédaction du Publicateur de Nantes et du département de la Loire-Inférieure où il rédige les articles de spectacles et de variétés.
En 1806, il rejoint la Société académique de Nantes et de la Loire-Atlantique.
Il écrit alors une dernière pièce de cette première partie de sa vie : Le Prisonnier de vingt-quatre heures, ou l'Amour, la Victoire et la Paix, qui est jouée le 13 août 1807 à Nantes pour célébrer la Paix de Tilsit. En cette même année, il est professeur de langue latine et française à l'école secondaire de la rue Rubens à Nantes.

À la suite, il écrit une poésie, Le Retour du héros, dédiée à Napoléon Ier :

Le front ceint de lauriers et l'olive à la main,
Le Vainqueur de l'Europe au sein de son Empire
Reparaît : que nos chants du Héros qu'on admire
Célèbrent le retour et le brillant destin.
Tel un fleuve, en torrent changé par les orages,
S'élance en tourbillons par-delà ses rivages,
Roulant avec fracas dans ses flots écumants
Et l'arbuste et le chêne affermi par les ans ;
Tel on vit ce Héros des rives de la Seine,
S'élancer en vainqueur jusqu'aux champs de l'Ukraine,
Dans sa course entraînant les vainqueurs d'Iéna
Aux bords du Niemen que sa gloire étonna.
Et vous, soldats du Nord, quelle est votre imprudence !
Devait-il contre vous saisir encore sa lance,
Lorsqu'aux champs d'Austerlitz son bras victorieux
Voulut bien épargner des guerriers malheureux !
Il vous donnait la paix : la perfide Angleterre
A placé son bonheur dans les maux de la guerre.
Par elle les sillons d'Eylau, de Friedland
Sont métamorphosés en des fleuves de sang.
Ce spectacle d’horreur épouvante la gloire ;
Le Vainqueur, attendri, gémit sur sa victoire.
Aux bords du Niemen il arrête ses pas,
Et le calme succède aux fureurs des combats.
Là, son cœur généreux rêve au bonheur du monde.
Alexandre l'a vu ; bientôt il le seconde :
« Aux lauriers ombragés par de sanglants cyprès
Préférons, ont-ils dit, l'olivier de la paix. »
Il est régent de rhétorique en 1812, puis professeur de rhétorique en 1813 et 1814 au Collège de Saint-Jean-d'Angély, avant d'être renvoyé à la suite de la Restauration, son passé d'écrivain révolutionnaire lui valant une longue période d'ostracisme aussi bien dans son travail d'enseignant que pour sa carrière littéraire.
Il ne reste cependant jamais loin de la littérature et il participe, comme rédacteur, à deux revues éphémères : les Lettres bretonnes qui ne connait que 11 numéros d'avril 1818 à septembre 1818, puis du Portefeuille littéraire avec 19 numéros de février 1824 à septembre 1824, tout en continuant d'écrire des poèmes comme la Protestation contre le jugement du Maréchal Ney, prince de la Moscowa (1815), À Monsieur Blanchard de la Musse (1818), ou encore À Mademoiselle Mars (1826), À Casimir Delavigne (1827), Couplets adressés à Béranger lorsqu'il était en prison (1828), etc.
Il écrit en 1827 un texte sur la censure monarchique, à la suite de la censure d'un article répondant à la Gazette de Lyon écrite par des jésuites. Le livre de Boullault retranscrit le fameux article censuré, tout en attaquant violemment la censure, mais utilisant de façon subtile des passages de déclarations officielles allant dans le sens de la réfutation de la censure. Il rappelle que la censure s'est aussi abattue sur le dialogue des morts de Fénelon, et en a fait une poésie en 1822. Les censeurs s'en sont également pris à La Fontaine et à d'autres... Cependant, comme il l'écrit "Vraiment nos censeurs ont du bon : Ils ont respecté Massillon...", ce qui était plutôt ironique.
En 1830, il fait rejouer son Bélisaire au Théâtre de Nantes avec succès.
Il écrit également deux livres sur l'orthographe et la grammaire en 1841 et 1848 avant de fonder un hebdomadaire à Nantes, Le Télégraphe littéraire, qui connaîtra seulement 12 numéros du 23 juin au 8 septembre 1849.
En novembre 1842, il lance un cours public de grammaire française et de littérature française, il se présente comme ancien professeur de rhétorique de l'Université. Le cours est de trois mois, qui commencent le 4 novembre 1843, pour finir le 31 janvier 1844. Il sera divisé en 24 séances, qui auront lieu le lundi et le vendredi de chaque semaine, depuis 7 heures jusqu'à 9 heures du soir.
À partir de 1854, il renoue avec l'écriture poétique sur des événements de son époque, qui sont cette fois publiées, devenant un fervent admirateur de Napoléon III.
Lors de l'inauguration du Musée Feltre de Nantes le 15 mai 1854, au cours des discours, il dit une poésie.
À l'occasion de la naissance du Prince Impérial le 16 mars 1856, il écrit un poème qui est présenté à l'Empereur, dont il recevra cette réponse du Ministre d'État et de la Maison de l'empereur, Achille Fould :

MINISTÈRE DE LA MAISON DE L’EMPEREUR.
Paris, le 31 mai 1856.
Monsieur, j‘ai mis sous les yeux de l'Empereur les vers que vous avez composés à l’occasion de la naissance du Prince Impérial.
Sa Majesté a apprécié les sentiments qui vous ont inspiré cette improvisation; et, voulant vous donner un témoignage de sa satisfaction,
elle a daigné me charger de vous offrir une Médaille d'or, qui vous sera remise avec la présente lettre.
Je me félicite d’être, dans cette circonstance, l’interprète de la volonté de l'Empereur.
Recevez, Monsieur, l’assurance de ma parfaite considération.
Comme doyen des professeurs de Nantes, il organise chaque année une matinée littéraire et musicale à la mairie de Nantes.
Le 21 mai 1862, la soirée annuelle en son honneur présente plusieurs de ses œuvres : L’épître adressée à l'Impératrice des Français, l'éloge de la paix, Mérovée et Brunehaut (1er acte), Ma villégiature, le Roman du Petit Cousin, comédie en 4 actes, en prose, La Tasse de thé, comédie en 1 acte.
Une soirée musicale et littéraire est donnée le 25 mai 1863, au bénéfice de M. Boullault, doyen des professeurs de Nantes, et âgé alors de 91 ans. Plusieurs artistes se mettent avec empressement à sa disposition.
Cependant, sa pauvreté et la cécité qui le touchent pour sa fin de vie, rendent celle-ci très difficile.
Son épouse, Susanne Mercier, avec qui il était marié depuis 1813, décède le 22 novembre 1855 à leur domicile après plus de quarante ans de mariage. Restant seul, il est placé à l'Hospice de Nantes où il s’éteint dix ans plus tard, le 26 décembre 1865, à l'âge de 93 ans, sans enfant.

### Œuvres théâtrales
Sources : La France littéraire ou Dictionnaire bibliographique des savants, historiens et gens de lettres de la France, ainsi que des littérateurs étrangers qui ont écrit en français, plus particulièrement pendant les XVIIIe et XIXe siècles.
- Dalmanzy ou le Fils naturel[23](1793), drame en trois actes et en prose donné en première au Théâtre des Variétés-Amusantes à Paris le 12 juin 1793
- L'Hôtellerie républicaine ou l'École de la bienfaisance (1794), comédie en un acte et en prose donnée en première au Théâtre de la Gaîté à Paris le 12 Brumaire an III (2 novembre 1794).
- Les Émigrés à Quiberon (1795), caricature en 1 acte et en prose donnée en première au Grand Théâtre de la République de Nantes le 12 thermidor an III (30 juillet 1795) [24].
- Le Bon Savetier (1795), trait historique, mêlé de vaudevilles, donné en première au théâtre des Variétés de Nantes.
- A bas la calotte (1796), vaudeville en 1 acte donné en première au théâtre de la cité-variétés[25].
- Le Déjeuner anglais ou le Bombardement d'Ostende[26](1798), folie, en un acte, mêlée de vaudevilles, donné en première au Théâtre de la Cité-Variétés le 15 prairial an VI (3 juin 1798)[27].
- La Liberté des costumes ou Il n'a pas perdu sa journée (1798), donné le 27 Thermidor an VI (14 août 1798) au Théâtre Louvois[28] à Paris.
- La Tabagie[29](1799), prologue en prose et en vaudevilles donné en première au théâtre de la cité-variétés le 20 vendémiaire an VII (11 octobre 1798).
- La Mort de Cadet-Roussel[29](1799), folie ou non, en un acte, mêlée de vaudevilles donné en première au Théâtre de la Cité-Variétés le 20 vendémiaire an VII (11 octobre 1798)[27].
- Le Stratagème diabolique (1799), comédie en un acte donné en première le 8 juillet 1799 au Théâtre des Jeunes élèves[30],[31].
- L'Acteur dans son ménage[32](1799), comédie, tableau anecdotique mêlé de vaudeville donné en première au Théâtre de l'Ambigu-Comique le 6e jour complémentaire de l'an VII (22 septembre 1799)[33],[34].
- La Journée de Saint Cloud (1799), vaudeville en un acte, donné en première au Théâtre de l'Ambigu-Comique le 25 brumaire an VIII (16 novembre 1799). Auteur anonyme lors de sa sortie[10]
- L'Abbé Coquet (1800), vaudeville en deux actes, donné en première le 22 avril 1800 au Théâtre des Jeunes élèves[35],[36].
- La Gouvernante par amour (1800), vaudeville en un acte donné en première le 10 novembre 1800 au Théâtre des Jeunes élèves[37],[27].
- Le Château de Duncan (1800), mélodrame en trois actes donné en première le 10 octobre 1800 au Théâtre du Marais à Paris[38],[27].
- Les Provinciaux vengés dans la grande ville[39](1802) Comédie en 1 acte et en prose donné en première au Théâtre de la Gaîté, le 11 germinal an 10 (1er avril 802)[40],[34].
- Le Prisonnier de vingt-quatre heures ou l'Amour, la Victoire et la Paix[41](1807) Vaudeville en un acte, à l'occasion de la paix de Tilsit donné en première au Grand Théâtre de Nantes le 13 août 1807. Publié en 1859, dans les Souvenirs poétiques.
- Selma ou les Femmes généreuses (1839), drame en 3 actes, dont 2 actes ont été lus par l'auteur le 8 février 1839 lors d'une séance littéraire[42], puis mis à l'étude du Grand Théâtre de Nantes le 7 janvier 1859[43].
- Le Roman du Petit Cousin (1862), comédie en 4 actes, en prose, donné à Nantes le 21 mai 1862[44].
- La Tasse de Thé (1862) comédie en 1 acte, donné à Nantes le 21 mai 1862[44].

#### Dates inconnues
- Mérovée et Brunehaut, tragédie en 5 actes, inachevée. L'Acte I et des fragments de l'acte IV ont été publiés en 1859, dans les Souvenirs poétiques[12]. Les actes II et III ont été lus lors d'une matinée littéraire et musicale le 24 février 1856 à Nantes [45].
- Les Contre-révolutionnaires à la campagne, comédie en un acte et en prose, donnée en première au Théâtre de la Gaîté[46].
- La Nonne sanglante, mélodrame en trois actes[47]

### Romans
- La Mendiante de qualité, anecdote française (1800), roman[48]
- Mes amours à Nanterre ou le diable n'est pas toujours à la porte d'un pauvre homme [49](1801) Roman [50]
- Le Fantôme vivant, ou les Napolitains, anecdote extraite d'un manuscrit trouvé sur les bords de la Tamise[51](1801) Roman

### Opéras et œuvres musicales
- Les Brigands de la Vendée[52] (1793), opéra-vaudeville en deux actes donné en première au Théâtre des Variétés-Amusantes à Paris le 3 octobre 1793 [24].
- La Tireuse de cartes (1801), livret de l'opéra comique en un acte mis en musique par Louis Joseph Saint-Amans donné en première au Théâtre des Jeunes-Artistes le 2 septembre 1801[53].
- Bélisaire ou le Grand Homme et le Malheur[54] (1802[27]), mélodrame en 3 actes et en prose, avec musique de Louis Joseph Saint-Amans et ballet de Jean-Pierre Aumer, donné en première au Théâtre de la Porte-Saint-Martin à Paris le 11 frimaire an XI[55]
- Sérénade (1863), poème mis en musique par M. Thierry et donné en première le 25 mai 1863 à Nantes[56].

### Poésies
- Les Plaintes et les Souvenirs[57](1798), romance publiée le 28 septembre 1798 dans le Courrier des spectacles, ou Journal des théâtres
- Le Printemps[58](1800), romance pastorale publiée le 5 avril 1800 dans le Courrier des spectacles ou Journal des théâtres
- À Rosalie[59] (1803), poésie publiée dans le Chansonnier français pour l'an XII.
- Le Retour du héros (1807), publié en 1807 en préambule du Prisonnier de vingt-quatre heures, republié en 1859 dans les Souvenirs poétiques[12]
- Protestation contre le jugement du Maréchal Ney, prince de la Moscowa (1815), publiée en 1859 dans les Souvenirs poétiques[12]
- Ode latine sur le mariage de S. A. R. le Duc de Berri et de Caroline de Naples, par P.-A.M. La Tour. Traduction en vers français (1816)
- À Monsieur Blanchard de la Musse (1818), publié en 1818 dans l'Almanach des Muses.
- À Mademoiselle Mars (1826), publié en 1859, dans les Souvenirs poétiques[12]
- À Casimir Delavigne (1827), publié en 1859, dans les Souvenirs poétiques[12]
- Couplets adressés à Béranger lorsqu'il était en prison (1828), publié en 1859, dans les Souvenirs Poétiques [12]
- À Madame Damoreau Cinti, publié en 1859, dans les Souvenirs poétiques[12]
- À Madame G*****, publié en 1859 dans les Souvenirs poétiques[12]
- La Tasse à café du philosophe de Fernay, publiée en 1859 dans les Souvenirs poétiques[12]
- Le Singe de M. H... [ugo] (vers 1840), publié en 1859 dans les Souvenirs poétiques[12]
- Sur la catastrophe du chemin de fer à Versailles (1842), publié en 1859 dans les Souvenirs poétiques[12]
- À Monsieur Régnier, Acteur du Théâtre Français, publié en 1859 dans les Souvenirs poétiques[12]
- Envoi d'un  bouquet, publié en 1859 dans les Souvenirs poétiques[12]
- La Royauté des Fèves, publié en 1859 dans les Souvenirs poétiques[12]
- À Élisa Mercœur, publié en 1859 dans les Souvenirs poétiques[12]
- À Madame ****, publié en 1859 dans les Souvenirs poétiques[12]
- À Monsieur Camille Doucet, chef de division au Ministère d'État, publié en 1859 dans les Souvenirs poétiques[12]
- À Monsieur Emile Chaigneau, publié en 1859 dans les Souvenirs poétiques[12]
- À Monsieur Ferdinand Favre, maire de Nantes, publié en 1859 dans les Souvenirs poétiques[12]
- La Bouteille, publié en 1859 dans les Souvenirs poétiques[12]
- Ma villégiature, publié en 1859 dans les Souvenirs poétiques[12]
- À Madame Emile de Girardin (vers 1845), publié en 1859 dans les Souvenirs poétiques[12]
- À Mesdames G*** et L*** (1853), publié en 1859 dans les Souvenirs poétiques[12]
- Épître à l'Empereur de Russie sur la guerre d'Orient (1854), publié en 1859 dans les Souvenirs poétiques[12]
- Pour l'inauguration du musée Feltre à Nantes[60] (1854), publié le 21 mai 1854 par Le Ménestrel.
- À Mme G***** (1855), publié en 1859 dans les Souvenirs poétiques[12]
- Distique sur la mort d'Arago (1855), publié en 1859 dans les Souvenirs poétiques[12]
- La reine Victoria à Paris, ou l'Heureuse Alliance[61] (1855), rééditée en 1859 dans les Souvenirs poétiques[12]
- À Virginie Déjazet[62] (1856), publié le 31 juillet 1856 dans Le Phare de la Loire
- L'Étoile d'Andalousie, ou l'Heureux hymen[63] (1856), rééditée en 1859 dans les Souvenirs poétiques[12]
- Sur la prise de Sébastopol[64](1856) Rééditée en 1859, dans les Souvenirs Poétiques [12]
- Sur la Naissance du prince impérial [65] (1856), réédité en 1859 dans les Souvenirs poétiques[12]
- Traduction de l’Ode d'Horace à Sestius (1857[66]), publié en 1859 dans les Souvenirs poétiques[12]
- Sur la mort de Béranger (1857), publié en 1859 dans les Souvenirs poétiques[12]
- À Madame Numa (1857), publié en 1859 dans les Souvenirs poétiques[12]
- Sur la mort de Rachel (1858), publié en 1859 dans les Souvenirs poétiques[12]
- Chansonnette (1857[67])
- Voyage de S. M. la reine Victoria à Cherbourg[68] (1858), rééditée en 1859 dans les Souvenirs poétiques[12]
- À S. A. le Prince impérial, le 16 mars 1858, jour anniversaire de sa naissance[69] (1858), rééditée en 1859 dans les Souvenirs poétiques[12]
- Dithyrambe sur l'attentat du 14 janvier 1858[70] (1858), rééditée en 1859 dans les Souvenirs poétiques[12]
- Dithyrambe sur la guerre d'Italie (1859)
- Guerre d'Italie. Magenta, Milan, Solférino[71] (1859)
- Au soleil (1859), publié en 1859 dans les Souvenirs poétiques[12]
- Dithyrambe sur la guerre d'Italie (1859)
- Guerre d'Italie. Magenta, Milan, Solférino[71] (1859)
- Dithyrambe sur la paix[72] (1859)
- Hommage des Nantais au 76e régiment[73] (1860)
- Le Vieillard pauvre, élégie dédiée aux souscripteurs de ma matinée littéraire et musicale[74] (1860[75])
- À S. M. l'Impératrice des Français (1861)
- Dithyrambe sur la réception du R. P. Lacordaire à l'Académie française[76] (1861)
- Sérénade (1863), musique de M. Thierry sur des paroles de M. Boullault[77]
- Élégie sur ma cécité (1863)
- Élégie sur la mort de M. Billault, ministre d'État[78] (1863)
- Le Vol de la Pologne en 1772, ou Réponse à la dernière note diplomatique du Prince Gortschakoff[79] (1863).
- À S. M. Napoléon III, empereur des Français, le jour de sa fête, 15 août 1864[80] (1864)
- Charade nouvelle présentée à Compiègne, le 14 novembre 1864 (1864)
- Fête de S. M. l'impératrice des Français (1864)

### Essais et diverses œuvres non littéraires
- Du chant ô filii, dont les français ne connaissent pas les vrais paroles, pour être transformé comme Hymne à la nature (1797) Article parut dans L’Ami des lois, ou Mémorial politique et littéraire, du 28 décembre 1797 [81].
- Au rédacteur du Courrier des Spectacles : Sur le Vaudeville (1798), écrit dans le Courrier des spectacles du 20 vendémiaire an VII[82].
- La Conjuration de Mlle Duchesnois contre Mlle Georges Weymer, pour lui ravir la couronne, avec les pièces justificatives (1803) Essai[83].
- Un mot sur la censure à Nantes, ou le Triomphe de Massillon [84](1827) [85] Incluant une poésie rééditée en 1859, dans les Souvenirs Poétiques [12]
- Observations sur les tableaux mnémoniques de M. L.-F. Darbois, pour retenir plus facilement l'orthographe, auxquelles est joint un traité du participe passé (1841)
- Petit dictionnaire de poche des participes invariables (1848) [86]

### Rédacteur de revues littéraires
- Publicateur de Nantes et du département de la Loire-Inférieure : rédacteur des articles de spectacles et de variétés[13]
- Lettres bretonnes : 11 numéros d'avril 1818 à septembre 1818[87]
- Portefeuille littéraire : 19 numéros de février 1824 à septembre 1824[87],[88]
- Télégraphe littéraire : 12 numéros du 23 juin au 8 septembre 1849 (fondateur et rédacteur[86])